# Chang-čou (zátoka)
Chang-čou (čínsky 杭州湾, pchin-jinem Hángzhōu Wān) je zátoka Východočínského moře na hranici Šanghaje a provincie Če-ťiang Čínské lidové republiky.
Vlévá se do ní řeka Čchien-tchang a jsou zde rekordně veliké přílivové vlny – vysoké až devět metrů a rychlé až 40 km/h.
Dne 1. května 2007 byl přes Chang-čou otevřen most, který je jedním z nejdelších mostů na světě. Zkracuje cestu mezi východním Če-ťiangem a Šanghají ze zhruba 400 kilometrů na 80.